# Брегано
Брега̀но (на италиански: Dicomano; на ломбардски: Arcoa, Бреган) е село и община в Северна Италия, провинция Варезе, регион Ломбардия. Разположено е на 303 m надморска височина. Населението на общината е 859 души (към 2017 г.).